# 松浦市立御厨小学校
松浦市立御厨小学校（まつうらしりつ みくりやしょうがっこう、Matsuura City Mikuriya Elementary School）は、長崎県松浦市御厨町前田免にある公立小学校。

## 概要
歴史
1874年（明治7年）に創立。2014年（平成26年）には創立140周年を迎えた。
校章
校歌
田代小学校と大崎小学校を統合した2014年（平成26年）4月に新校歌を制定。作詞は縣恒則、作曲は古本鉄也による。
校区
「長崎県松浦市御厨町」全域。中学校区は松浦市立御厨中学校。

## 沿革
御厨小学校
- 1884年（明治7年）10月1日 - 第五大学区長崎県管下第四中学区[3]松浦郡の小学校として「御厨清水小学校」が太久馬川庄屋跡に設置される。浅野道太郎を訓導（後の教諭）とし、児童数は40名程度であった。
- 1878年（明治11年）
  - 郡制の施行により、北松浦郡に属することとなる。
  - 高島六左衛門宅に「御厨浦小学校」が設置される。
- 1881年（明治14年）- 御厨清水小学校と御厨浦小学校の2校が統合され、「御厨小学校」となる。
- 1883年（明治16年）6月 -中等科を設置し、「公立中等御厨小学校」に改称。
- 1886年（明治19年）
  - 4月 - 小学校令の施行により、簡易科を設置の上「簡易御厨小学校」に改称。
  - 11月15日 - 志佐村浦免に「長崎県第十六高等小学校」が設置される。北松浦郡の中の11村を学区とする。
- 1887年（明治20年）- 志佐町無量寺跡の寺屋が長崎県第十六高等小学校の仮校舎となる。また高等小学校の寄宿舎が設置される。
  - 高等小学校の学区は広く、通学困難な児童を対象に寄宿舎が設置された。
- 1889年（明治22年）4月1日 - 町村制の施行により、簡易御厨小学校が御厨村立の小学校となる。
- 1890年（明治23年）- 長崎県第十六高等小学校の新校舎が完成。
- 1888年（明治21年）8月 - 尋常科を設置し「尋常御厨小学校」に改称。補習科を併設。
- 1892年（明治25年）4月 - 「御厨尋常小学校」に改称（「尋常」の位置が変わる）。
- 1893年（明治26年）- 長崎県第十六高等小学校が廃止され、「一町三ヶ村[4]組合立 志佐高等小学校」が設置される（県立から学校組合立となる）。
- 1898年（明治31年）
  - 3月 - 御厨村が志佐高等小学校を構成する学校組合から脱退[5]。
  - 4月1日 - 高等科を併置し、「御厨尋常高等小学校」に改称（尋常科4年・高等科4年）。
- 1900年（明治33年）- 御厨館（現・御厨中学校所在地）に校舎を新築し移転を完了。
- 1908年（明治41年）4月1日 - 小学校令の改正により、義務教育年限（尋常科の修業年限）が4年から6年に延長される（尋常科6年・高等科2年）。
  - 旧高等科1年を尋常科5年に、旧高等科2年を尋常科6年に、旧高等科3年を高等科1年に、旧高等科4年を高等科2年に振り替えた。
- 1910年（明治43年）- 児童数の増加により、校舎を改築。
- 1915年（大正4年）- 農業補習学校を併設。
- 1926年（大正15年）- 御厨館に運動場（現・御厨中学校所在地）が完成。
- 1935年（昭和10年）- 青年学校令の施行により、併設の御厨農業補習学校が「御厨青年学校」に改称。
- 1941年（昭和16年）
  - 1月1日 - 御厨村と星鹿村の2町が合併し新御厨町が発足。これにより、新御厨町立の小学校となる。
  - 4月1日 - 国民学校令の施行により、「新御厨町 御厨国民学校」に改称。尋常科を初等科に改める（初等科6年・高等科2年）。
- 1947年（昭和22年）4月1日 - 学制改革（六・三制の実施）が行われる。
  - 国民学校の初等科が改組され、「新御厨町立御厨小学校」に改称。
  - 国民学校の高等科と青年学校の普通科が改組され、「新御厨町立御厨中学校」（新制中学校）が発足。小学校に併設される。
- 1948年（昭和23年）- 中学校の校舎が御厨館（小学校運動場）に完成し、小学校との併設を解消。
- 1955年（昭和30年）1月1日 - 松浦市の発足により、「松浦市立御厨小学校」（現校名）に改称。
- 1961年（昭和36年）- 前田免（現在地）に鉄筋コンクリート造新校舎の一部が完成。
- 1965年（昭和40年）- 新校舎がすべて完成し、移転を完了。
- 1974年（昭和49年）- 創立100周年記念式典を挙行。
- 2009年（平成21年）- 新校舎が完成（全面建て替え）。
- 2014年（平成26年）
  - 4月1日 - 松浦市立田代小学校と松浦市立大崎小学校の2校を統合。
    - 校区が松浦市御厨町全域となる。
    - 旧田代小・大崎小校区の児童はスクールバスで通学することとなった[6]。

  - 4月9日 - （統合）開校式を挙行。新校歌を披露[1]。

旧・田代小学校（たしろ）
- 1874年（明治7年）10月30日 - 末永栄作宅を仮校舎として「長渓小学校」が開校。訓導（教諭）に木村熊吉が就任。当初の児童数は7名であった。
- 1878年（明治11年）- 犬九川に移転。この年、郡制の施行により、北松浦郡に属することとなる。
- 1880年（明治13年）- くさぎ原に校舎を新築して移転。
- 1883年（明治16年）- 「下等田代小学校」に改称。
- 1886年（明治19年）4月 - 小学校令の施行により「簡易田代小学校」に改称。
- 1888年（明治21年）8月 - 尋常科を設置し「尋常田代小学校」に改称。
- 1892年（明治25年）4月 - 「田代尋常小学校」に改称（「尋常」の位置が変わる）。
- 1889年（明治22年）4月 - 町村制の施行により、御厨村立の小学校となる。
- 1908年（明治41年）4月1日 - 小学校令の改正により、義務教育年限（尋常科の修業年限）が4年から6年に延長されたため尋常科5年を新設。
- 1909年（明治42年）4月1日 - 尋常科6年を新設。
- 1911年（明治44年）- 児童数の増加により、樋の浦に校舎を新築し移転。
- 1915年（大正4年）- 御厨農業補習学校の分教場が設置される。
- 1941年（昭和16年）4月1日 - 国民学校令の施行により「新御厨町 田代国民学校」に改称。尋常科を初等科に改める。初等科6年のみの国民学校であった。
- 1947年（昭和22年）4月1日 - 学制改革により「新御厨町立田代小学校」に改称。
- 1955年（昭和30年）
  - 1月1日 - 松浦市の発足により「松浦市立田代小学校」に改称。
  - 3月 - 校歌を制定。
- 1964年（昭和39年）4月 - 鉄筋コンクリート造2階建て校舎（10教室）が完成。
- 1971年（昭和46年）10月 - 校旗を制定。
- 1974年（昭和49年）9月 - 創立100周年記念式典を挙行。
- 1980年（昭和55年）3月 - 体育館が完成。
- 1991年（平成3年）8月 - 校舎の改修を実施。

- 2014年（平成26年）
  - 3月2日 - 閉校式を挙行。

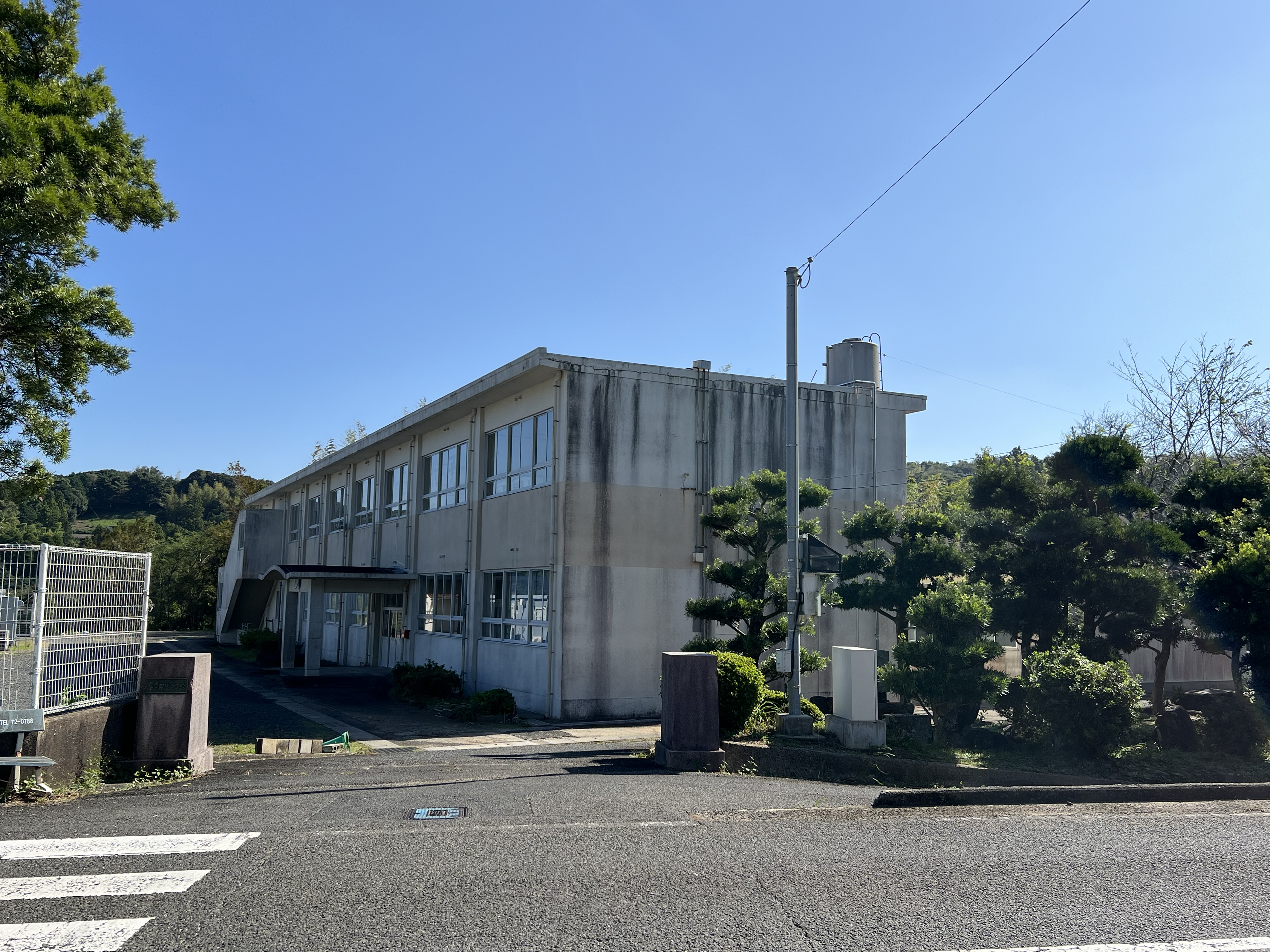
旧・田代小学校跡

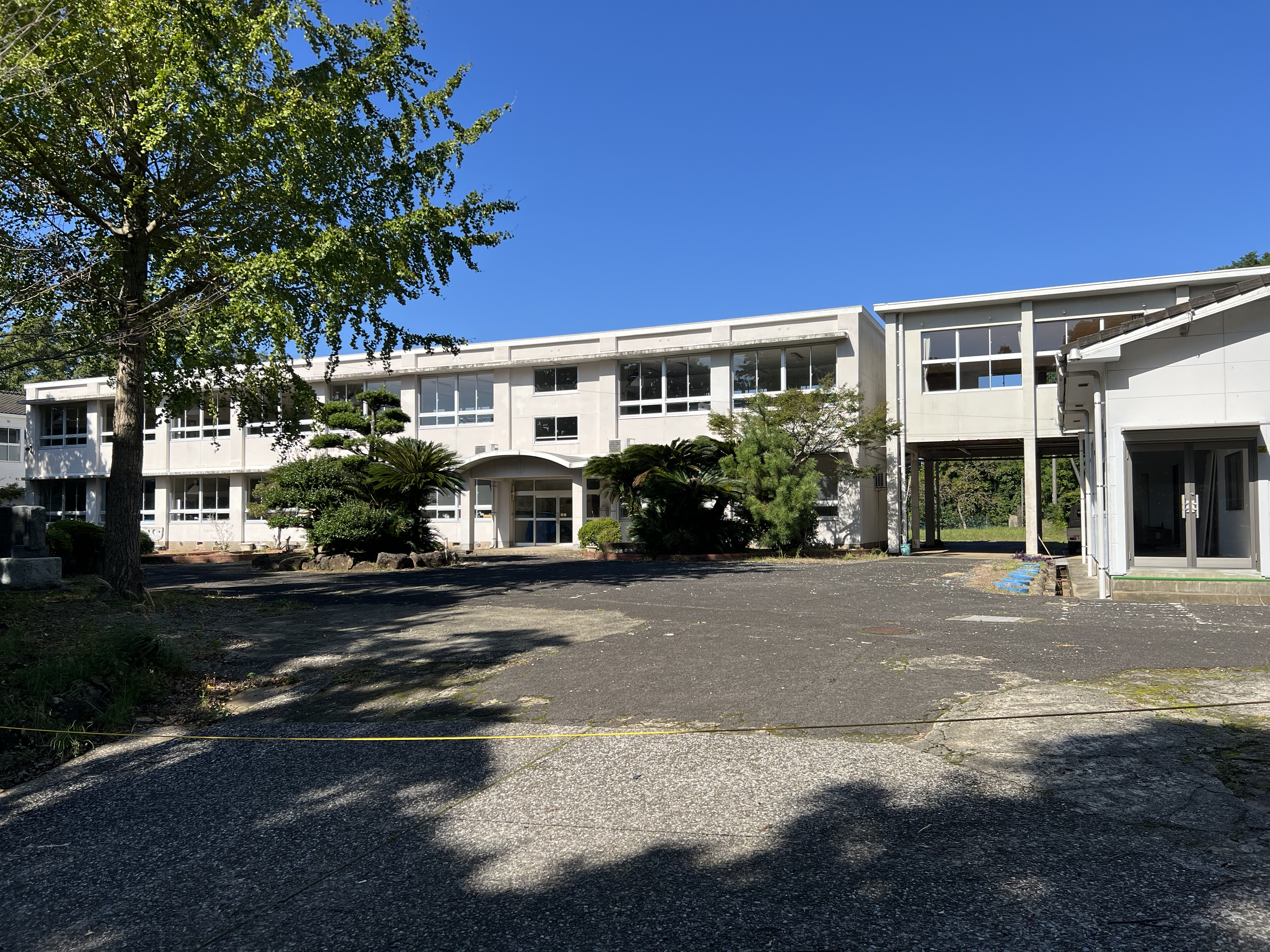
旧・大崎小学校跡

  - 3月31日 - 松浦市立御厨小学校への統合のため、閉校。140年の歴史に幕を閉じる。
    - 最終所在地 - 〒859-4778 松浦市御厨町田代免601番地（北緯33度20分19.9秒 東経129度39分56.1秒 / 北緯33.338861度 東経129.665583度）
    - 校章[8] - 松の枝葉の絵を背景に、「田」の文字と「小」の文字を組み合わせたものを中央に置く。
    - 校歌[8] - 歌詞は3番まであり、各番に校名の「田代小学」が登場する。
    - アクセス - 長崎県道61号御厨田代江迎線、松浦観光バス「田代」バス停
    - 周辺 - 田代簡易郵便局、田代地区営農研修センター
    - 跡地 - 田代地区グリーン・ツーリズム研究会の活動拠点として使用されている。

旧・大崎小学校（おおさき）
- 1874年（明治7年）10月11日 - 第五大学区長崎県管下第四中学区松浦郡大崎村の小学校として「大崎小学校」が開校。
  - 貞方幾太郎宅を仮校舎とする。訓導（教諭）に氏田善治が就任。
- 1876年（明治9年）- 小鳥の薬師寺へ移転。剣神社に分教場を設置。
- 1877年（明治10年）- 米ノ山免丸久保に校舎を新築し移転。
- 1878年（明治11年）- 郡制の施行により、北松浦郡に属することとなる。
- 1883年（明治16年）- 「下等大崎小学校」に改称。
- 1886年（明治19年）4月 - 小学校令の施行により「簡易大崎小学校」に改称。
- 1888年（明治21年）8月 - 尋常科を設置し「尋常大崎小学校」に改称。
- 1893年（明治26年） - 「大崎尋常小学校」に改称（「尋常」の位置が変わる）。
- 1889年（明治22年）4月 - 町村制の施行により、御厨村立の小学校となる。
- 1908年（明治41年）4月1日 - 小学校令の改正により、義務教育年限（尋常科の修業年限）が4年から6年に延長されたため尋常科5年を新設。
- 1909年（明治42年）
  - 4月1日 - 尋常科6年を新設。
  - 7月 - 児童数増加により校舎を新築し移転を完了。
- 1915年（大正4年）- 御厨農業補習学校の分教場が設置される。
- 1941年（昭和16年）4月1日 - 国民学校令の施行により「新御厨町 大崎国民学校」に改称。尋常科を初等科に改める。初等科6年のみの国民学校であった。
- 1947年（昭和22年）4月1日 - 学制改革により「新御厨町立大崎小学校」に改称。
- 1953年（昭和28年）11月 - 校歌を制定。
- 1955年（昭和30年）1月1日 - 松浦市の発足により「松浦市立大崎小学校」に改称。
- 1963年（昭和38年） - 鉄筋コンクリート造校舎が完成。
- 1974年（昭和49年） - 創立100周年記念式典を挙行。
- 1980年（昭和55年）3月 - 体育館が完成。
- 1993年（平成5年）8月 - 校舎の改修を実施。
- 1994年（平成6年）3月 - プールが完成。

- 2014年（平成26年）
  - 3月9日 - 閉校式を挙行。
  - 3月31日 - 松浦市立御厨小学校への統合のため、閉校。140年の歴史に幕を閉じる。
    - 最終所在地 - 〒859-4757 松浦市御厨町高野免627番地（北緯33度21分23.2秒 東経129度38分35.3秒 / 北緯33.356444度 東経129.643139度）
    - 校章[9] - 桜の花弁の絵を背景に、「大」の文字と「キ」の文字3つを組み合わせて校名の「大崎」を表し、中央に「小」の文字を置く。
    - 校歌[9] - 作詞は市瀬正生、作曲は内野省吾、歌詞は3番まであり、各番に校名の「大崎小学」が登場する。
    - アクセス - 国道204号、松浦鉄道「西木場駅」、松浦観光バス「西木場」バス停
    - 周辺 - カトリック西木場教会

## アクセス
最寄りの鉄道駅
- 松浦鉄道 西九州線 「御厨駅」

最寄りのバス停
- 松浦観光バス「御厨小学校前」バス停
- 西肥自動車（西肥バス）「御厨駅前」バス停

最寄りの国道・県道
- 国道204号（唐津街道）
- 長崎県道61号御厨田代江迎線

## 周辺
- 松浦市役所 御厨支所
- 松浦市立御厨中学校
- 松浦警察署 御厨町警察官駐在所
- 七郎神社

## 同名の小学校
- 足利市立御厨小学校（栃木県 足利市）

## 関連事項
- 長崎県小学校一覧